# Техниколор
Техниколор (англ. Technicolor) — технология получения цветного кинематографического или фотографического изображения, изобретённая в 1917 году Гербертом Калмусом и Дэниэлом Комстоком (англ. Herbert Kalmus, Daniel Comstock). Ранний виражный процесс заключался в тонировании черно-белых диапозитивов в красный и зелёный цвета с их последующим склеиванием, что позволяло получить цветное изображение. В дальнейшем эта примитивная техника трансформировалась в одну из наиболее совершенных технологий цветного кинематографа, позволяющую получать отличную цветопередачу фильмокопий из устойчивых к выцветанию красителей. В мультипликации, благодаря позднему трёхцветному «Техниколору», цвет стал повседневным стандартом задолго до игрового кино.
«Техниколор» был второй после британского «Кинемаколора» цветной технологией, и широко применялся в Голливуде с 1922 по 1955 год параллельно с процессом «Синеколор».
«Техниколор» обрёл популярность в основном благодаря своей непревзойденной до конца 1960-х цветопередаче и возможности изготовления качественной оптической совмещённой фонограммы, состоящей из металлического серебра, что труднодостижимо на многослойных позитивных киноплёнках. Ранняя многоплёночная технология в основном использовалась для съёмки мюзиклов (например, «Волшебник из страны Оз» и «Поющие под дождём»), костюмированных картин («Приключения Робина Гуда») и анимационных фильмов («Белоснежка и семь гномов» и «Фантазия»).

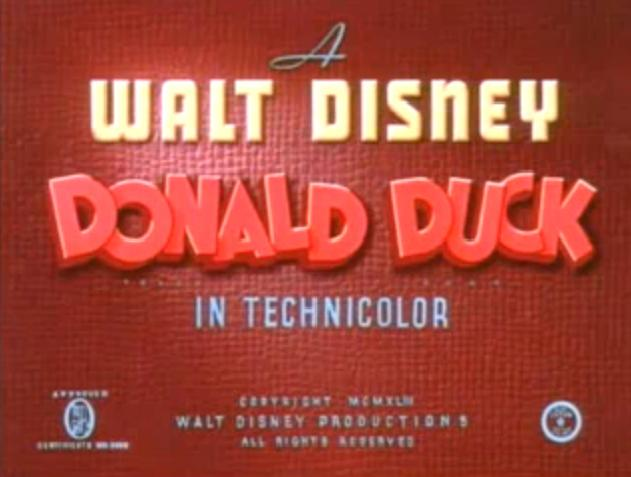
Заставка мультфильмов «Дональд Дак» с надписью о системе «Техниколор»

## Значения
Название «Техниколор» за время своего существования применялась в четырёх основных значениях:
- Процесс «Техниколор» или Формат «Техниколор» — различные варианты системы цветной киносъёмки (1917—1954) с несколькими чёрно-белыми негативными киноплёнками, заряжаемыми в киносъёмочный аппарат одновременно. Наибольшего совершенства эта система достигла в «трёхплёночном» процессе.
- Цветная печать «Техниколор» или Гидротипный процесс — технология печати цветных совмещённых фильмокопий, при которой цветное изображение последовательно переносилось с трёх цветоделённых окрашенных матриц на бланкфильм.

- Лаборатории «Техниколор» — сеть лабораторий обработки и печати кинофильмов по технологиям «Техниколор», которая запущена в 1922 году.
- Компания Technicolor Inc. — в настоящее время является подразделением французской компании Technicolor SA, которой принадлежат права на использование всех продуктов, связанных с технологиями «Техниколор».

## Историческая справка
В процессе своего совершенствования «Техниколор» перешёл от двухцветных технологий с двумя цветоделёнными изображениями к трёхцветной, обеспечивающей полноценную цветопередачу.

### Двухцветный «Текниколор»
Процесс 1

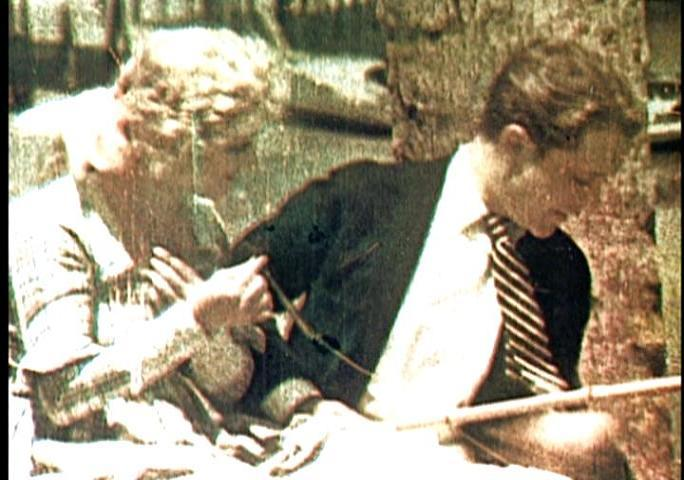
Кадр фильма «Над пропастью» (The Gulf Between, 1918), снятого по первой двухцветной технологии

Изначально «Техниколор» появился как аддитивная двухцветная система, основанная на красном и зелёном цветоделённых изображениях. В Процессе 1 (1917-1922) единственный изготовленный киносъёмочный аппарат был снабжен системой стеклянных призм, направлявших свет от съёмочного объектива в два кадровых окна, расположенных одно над другим. В каждом кадровом окне перед панхроматической киноплёнкой устанавливались красный и зеленый светофильтры, и в результате одновременно снимались два цветоделённых кадра, каждый за своим светофильтром. После экспонирования киноплёнка перемещалась грейфером сразу на два кадра, что приводило к увеличению шага грейфера и удвоению скорости движения киноплёнки, которая соответствовала частоте 32 кадра в секунду, экспонируя 16 пар кадриков. Таким образом, частота съёмки и проекции составляла 16 целых кадров в секунду и соответствовала общепринятой в немом кино. Длина негатива увеличивалась при этом в 2 раза по сравнению с традиционным чёрно-белым. Фильмокопии, получавшиеся контактной печатью, также были вдвое длиннее обычных. Затем с помощью кинопроектора с двумя объективами отпечатанный контактным способом чёрно-белый позитив проецировался через два цветных фильтра тех же цветов, что и во время съёмки. Кинопроектор для демонстрации фильмов в этой системе оснащался призматической системой для совмещения на экране изображений обоих кадров. Первый показ единственного фильма «Над пропастью», снятого по «Процессу 1», состоялся 25 февраля 1918 года в Нью-Йорке.
Русский изобретатель Сергей Максимович предложил в 1912 году очень похожую технологию двухцветного кино «Биохром», основанную на использовании двух киноплёнок, каждая из которых регистрировала свою цветоделённую составляющую изображения, разлагавшегося двумя парами призм. Но технология, изначально обладавшая недостатками, так и не была реализована, а патент был выдан только в 1924 году.
Процесс 2

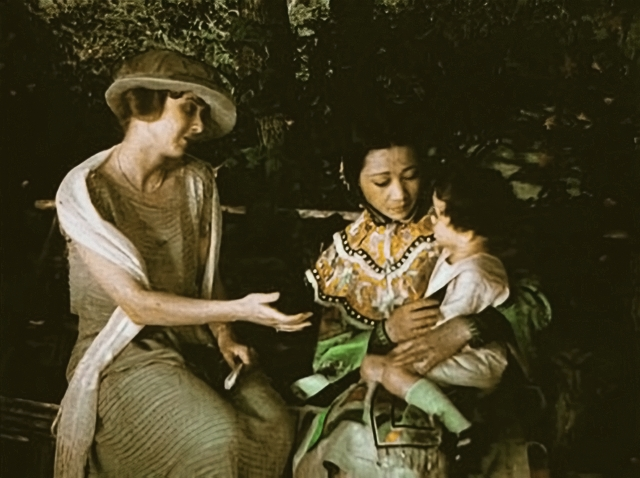
Кадр из фильма «Жертвы моря» 1922 года, снятого по второму процессу «Техниколор»

Ещё до запуска технологии «Процесса 1», в 1916 году возможность её широкого распространения была взята под сомнение, и начались разработки субтрактивного метода, обеспечивающего синтез цвета не на экране, а в самой фильмокопии. На нём основан так называемый «Процесс 2», представленный публике в 1922 году. В киносъёмочном аппарате так же использовались красный и зелёный светофильтры, но применялась призма изменённой конструкции, располагавшая цветоделённые кадры нижней частью друг к другу попарно, зеркально переворачивая зелёный кадр. Кадры негатива, снятые за зелёным фильтром, печатались (выкопировывались) на одну чёрно-белую киноплёнку, а снятые за красным — на другую. Затем полученные чёрно-белые позитивы тонировались в дополнительные цвета: «зелёный» позитив тонировался в пурпурный цвет, а «красный» позитив — в голубой. Оба полученных позитива, изготовленных на тонкой подложке, склеивали «подложка к подложке», чтобы получить цветную фильмокопию. При этом зеркальное пурпурное изображение на перевёрнутой плёнке совмещалось с голубым на прямой плёнке. Такая фильмокопия избавляла от необходимости постоянной юстировки кинопроектора для совмещения двух изображений и качество показа больше не зависело от квалификации киномеханика. Кроме того, эта технология стала первым цветным процессом, пригодным для использования стандартных кинопроекторов, предназначенных для демонстрации обычных чёрно-белых фильмов.
Первым фильмом, снятым с помощью такой методики, был «Жертвы моря», который вышел в прокат 26 ноября 1922 года.
Второй полностью цветной картиной, снятой по «Процессу 2», была «Странник пустоты» (1924). Затем с использованием этой технологии были сняты некоторые сцены таких фильмов, как «Десять заповедей» (1923), «Призрак оперы» (1925), «Бен-Гур: история Христа» (1925) и «Чёрный пират» (1926). Первым звуковым фильмом, ставшим заодно и последним в «Процессе 2», был «Чёрный всадник» (1928).
Несмотря на коммерческий успех, «Процесс 2» обладал серьёзными недостатками. При склеивании позитивов подложками эмульсионные слои с изображениями оказывались друг от друга на расстоянии суммарной толщины подложек и не могли быть одновременно резкими на экране. Эта проблема частично решалась увеличением глубины резкости проекционного объектива, но необходимое для этого диафрагмирование приводило к уменьшению полезного светового потока и недостаточной яркости экрана. Кроме того, после каждой демонстрации, приводившей к сильному нагреву кадриков фильмокопии, она коробилась и в некоторых местах расклеивалась, что приводило к падению и без того неидеальной резкости фильма. После нескольких сеансов фильмокопии приходилось отправлять в Бостонскую лабораторию, где они склеивались вновь для дальнейшего проката. Необычная тонкость плёнок и расположение эмульсионного слоя с изображением с обеих сторон фильма делали фильмокопии такой системы «Техниколор» уязвимыми для царапин и повреждений. При этом любые царапины имели яркие цвета и от этого были особенно заметны.
Процесс 3
«Процесс 3» (1928) также был двухцветным, но использовал гидротипную печать фильмокопий. Для съёмки по «Процессу 3» использовались камеры «Процесса 2».
Отличие состояло в технологии изготовления фильмокопии, основанной на гидротипной печати. Цветоделённые изображения с чёрно-белого негатива выкопировывались на две специальных матричных киноплёнки, которые после экспонирования обрабатывались дубящим проявителем, задубливавшим желатин фотоэмульсии в экспонированных светом участках. После проявления полученные позитивы отбеливались и промывались горячей водой, смывавшей незадубленный в неэкспонированных участках желатин. В результате на желатиновом слое каждого цветоделённого позитива получался рельеф, соответствующий по толщине полученной экспозиции.
Позитивы-матрицы замачивались в растворах красителей дополнительных цветов — красная матрица окрашивалась в голубой, а зелёная — в пурпурный, так как желатин имеет свойство хорошо впитывать жидкость. Чем толще слой желатина, тем больше красителя он впитывал. После этого с матриц по очереди производилась печать на бланкфильм, состоявший из прозрачного желатинового слоя, нанесённого на основу киноплёнки. Такие фильмокопии были так же долговечны, как обычные чёрно-белые и на экране давали резкое изображение. Единственным недостатком, присущим всем двухцветным системам, была искажённая цветопередача некоторых цветов.
Первым фильмом, снятым по «Процессу 3», был «Викинг» (1928), который содержал также фонограмму музыкального сопровождения. Через год был снят фильм «Таинственный остров», в котором присутствовали чёрно-белые вставки и фонограмма с речевыми репликами. А первым полностью цветным фильмом с актёрскими диалогами стал «On with the Show!» (1929).

### Трёхплёночный «Техниколор»
Процесс 4
Начиная с 1929 года «Техниколор» так стремительно развивался, что многие были уверены: в скором времени Голливуд перейдёт исключительно на цветную съёмку. Однако в 1931 году Великая депрессия ударила и по киноиндустрии, переживавшей одновременно распространение звукового кино. Уже через год производство цветных фильмов резко снизилось. В это же время Джордж Митчелл и Джозеф Болл в компании Mitchell Camera завершили работу над новой трёхплёночной камерой, изготовление первого экземпляра которой обошлось в 30 000 долларов.

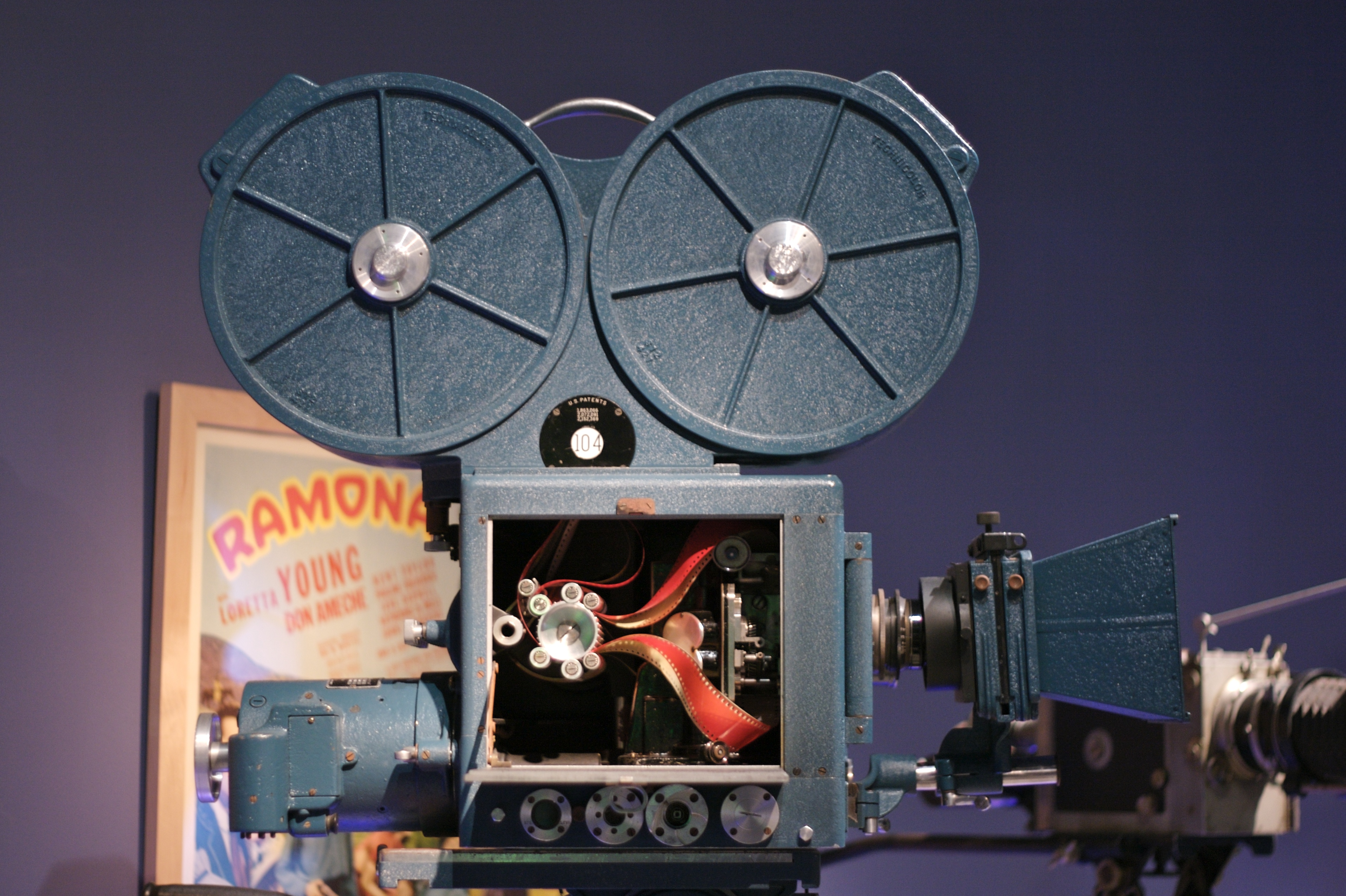
Специальный киносъёмочный аппарат «Техниколор» с тремя киноплёнками. Хорошо видна панхроматическая плёнка с красно-оранжевым подслоем

Использование этой новой камеры обещало киностудиям улучшенную цветопередачу, в отличие от предыдущих методов. Свет от съёмочного объектива разбивался призмой на две части, попадавшие в разные кадровые окна, плоскости которых располагались под прямым углом друг к другу. В качестве светоделительного зеркала использовалось золотое (позднее — серебряное) напыление на внутренней грани призмы. Кадровое окно, расположенное напротив объектива, закрывалось зелёным светофильтром, а окно, расположенное перпендикулярно, закрывалось пурпурным, пропуская синюю и красную составляющие света. В результате зелёный свет попадал на панхроматическую плёнку, а остальная часть света попадала на «бипак» из двух киноплёнок, прижатых в фильмовом канале друг к другу эмульсиями. Из этих плёнок ближайшая к объективу («фронт-фильм») была несенсибилизированной, то есть чувствительной только к сине-фиолетовой части спектра, а дальняя — «рюк-фильм» — панхроматической и регистрировала только красную составляющую, поскольку весь остальной свет отсекался красно-оранжевым фильтрующим слоем фронт-фильма, растворявшимся при лабораторной обработке.
В результате после проявления всех плёнок получались три чёрно-белых цветоделённых негатива, содержащих частичные красное, зелёное и синее изображения. С этих негативов изготавливались позитивы-матрицы для последующей гидротипной печати. Оптическая печать позволяла перевернуть зеркальное изображение, получаемое в камере на «красном» негативе. Печать фильмокопий с матриц производилась красителями дополнительных цветов на бланкфильм, так же как и в предыдущем варианте, только матриц стало три: добавилась жёлтая. В первые годы развития трёхплёночного «Техниколора» на бланкфильме, кроме фонограммы и чёрных рамок, ограничивающих кадр, печаталось слабое чёрно-белое изображение, повторяющее изображение самой резкой «зелёной» матрицы, чтобы придать изображению чёткость и насыщенность теней. В дальнейшем от печати чёрно-белого изображения отказались.
Такой процесс обеспечивал полноценную цветопередачу, давая гораздо больший цветовой охват, чем двухцветный «Техниколор». 
Впервые эту технику применил Уолт Дисней в мультфильме «Цветы и деревья» (1932) с подачи самого Герберта Калмуса. Спустя некоторое время вместо трёхплёночной аппаратуры стало возможно использование традиционных одноплёночных мультстанков. Технология мультипликации позволяла проводить покадровую съёмку, и каждый рисунок поочередно снимался на три кадрика панхроматической киноплёнки обычным киносъёмочным аппаратом через красный, зелёный и синий светофильтры. Цветоделённые изображения разделялись выкопировкой соответствующих кадриков негатива на три разные матричные плёнки, а такая разновидность «Техниколора» получила название «Метода последовательного экспонирования» (англ. Successive Exposure Photography). Оценив по достоинству все преимущества этой разновидности «Техниколора», Уолт Дисней заключил эксклюзивный контракт на её использование до сентября 1935 года. Однако в дальнейшем срок контракта был уменьшен до 1 года под давлением конкурирующих кинопроизводителей.
Мультфильм «Цветы и деревья» имел огромный успех у зрителей и критиков, а также завоевал первое место в номинации «Лучший короткометражный анимационный фильм».
Первым художественным фильмом, снятым по трёхплёночной технологии, в 1935 году стала полнометражная картина «Бекки Шарп», однако наиболее известный трёхцветный фильм «Унесённые ветром» вышел на экраны в 1939 году.
В 1953 году компанией выпущена установка из двух трёхплёночных камер для съёмки 3D-фильмов. При такой съёмке одновременно экспонировались сразу 6 киноплёнок — по три для каждой части стереопары. Всего за время эксплуатации трёхплёночной системы по такой технологии снято более 500 фильмов, но после появления хромогенных многослойных киноплёнок типа Kodak Eastmancolor сложные камеры, весившие почти 200 килограммов, быстро вышли из употребления. Последней картиной, снятой по трёхплёночной системе, в 1955 году стал «Ложный огонь».

### Недостатки трёхплёночного «Техниколора»
Один из самых больших недостатков «Техниколора», использовавшего три киноплёнки, заключался в сложности точного совмещения трёх цветоделённых изображений из-за неизбежного несовпадения усадки негативов на нитратной киноплёнке. В порядке убывания вторым недостатком оставались дорогостоящие, сложные и очень тяжёлые камеры Mitchell, каждая из которых весила примерно 500 фунтов. По некоторым данным, всего было произведено несколько десятков трёхплёночных аппаратов, стоивших 16 000 долларов, примерно впятеро дороже обычных одноплёночных. На их ручную сборку требовалось несколько месяцев. Большинство студий не могло выкупить их в постоянное пользование и брало их в аренду вместе с оператором, потому что обслуживание требовало специальной квалификации. На замену кассеты, содержавшей три киноплёнки, уходило не менее трёх минут, поэтому съёмочные группы старались использовать две камеры, чтобы исключить перерывы на перезарядку.
Наличие цветоделительной призмы и многослойного пакета киноплёнок снижало светосилу, поскольку каждая из трёх фотоэмульсий получала ничтожную часть света от съёмочного объектива. В результате суммарная светочувствительность всей системы с тремя плёнками не превышала 5 единиц ASA. Поэтому съёмка по трёхплёночной технологии «Техниколор» требовала гораздо больше света, чем традиционная чёрно-белая, и температура в съёмочном павильоне могла достигать 40 °C. Из-за этого актёрам и группе было очень тяжело работать, они часто жаловались не только на жару, но и на повреждения глаз из-за чересчур яркого освещения. Использование трёх негативных киноплёнок чрезвычайно усложняло монтаж фильма, поскольку требовало трёх склеек вместо одной в каждом монтажном стыке. Так же усложнён был процесс отбора и сортировки готовых дублей. Изготовление «шторок» и «затемнений» в местах монтажных переходов было ещё более сложным процессом, требовавшим печати трёх цветоделённых контратипов, синхронизированных с кадровой точностью.

### Появление многослойных плёнок
Производство цветной обращаемой киноплёнки «Монопак» было начато в 1941 году. Это была кинематографическая версия 35-мм фотоплёнки «Кодахром» (англ. Kodachrome), вышедшей на рынок пятью годами раньше. Печать фильмокопий проводилась по традиционной технологии «Техниколор» с трёх матриц, получавшихся цветоделением исходного цветного позитива. Недостаточно большая фотографическая широта обращаемой плёнки снижала качество цветопередачи на экране, и такая технология применялась только для съёмок вне студии, где громоздкие трёхплёночные камеры были малопригодны. Полноценной заменой съёмке на три негатива стала многослойная негативная киноплёнка Eastmancolor, появившаяся в западных странах только в 1950 году. Она сразу же была использована для съёмки документального фильма «Королевское путешествие» (англ. Royal Journey), который вышел на экраны в декабре 1951-го. В следующем году Kodak выпустил улучшенную версию негативной плёнки, пригодной для профессионального кинематографа.  
С её появлением съёмка стала проводиться обычными киносъёмочными аппаратами, с последующим цветоделением цветного негатива и гидротипной печатью. Вместе с тем, первые многослойные киноплёнки уступали в качестве цветопередачи трехплёночной технологии, которая использовалась вплоть до середины 1950-х годов, несмотря на сложность и дороговизну. Кроме негативной киноплёнки, в 1950 году на рынке появилась цветная позитивная киноплёнка «Истмен» тип 5381, что предопределило закат технологии «Техниколор», и 1955 год стал последним для трёхплёночных камер.

## Технологии «Техниколор» в СССР
В СССР в начале 1930-х годов на заводе «Ленкинап» под руководством А. А. Мина была сконструирована, а в 1935 году — запущена в производство отечественная трёхплёночная камера «ЦКС-1», аналогичная камерам «Техниколор». Аппарат, созданный на основе обычной камеры «КС-2», оснащался кассетами ёмкостью 120 метров: одна из них была рассчитана на одинарную киноплёнку, а вторая заряжалась «бипаком». Объектив «Гелиос» и цветоделительная призма-куб были специально для этой камеры разработаны в ГОИ. В 1939 году аппаратом отснят первый советский трёхцветный документальный фильм «Цветущая юность», отпечатанный по собственной гидротипной технологии с хромированным желатином. Метод, разработанный Павлом Мершиным, повышал сохранность оригинального негатива, поскольку при печати использовался интерпозитив. Через год установка из двух камер «ЦКС-1» была использована для съёмки цветных эпизодов к стереофильму «Выходной день в Москве». В 1941 году в серию пошла усовершенствованная камера «ЦКС-2». В 1944 году по трёхплёночному процессу снят полнометражный художественный фильм «Иван Никулин — русский матрос».  
Однако из-за дороговизны и сложности трёхплёночная съёмка не получила широкого распространения в советском кинематографе, а большая часть тиражей фильмов, снятых данным методом, печаталась на обычной чёрно-белой плёнке с «зелёного» негатива как наиболее резкого.
1 апреля 1937 года на экраны вышел первый советский цветной мультфильм «Лиса и волк». Фильм снимался обычной камерой методом последовательного экспонирования, аналогичным использовавшемуся студией Диснея. В течение года разными киностудиями были отсняты ещё несколько мультфильмов: «Теремок», «Первая охота», «Завещание» и «Сказка о рыбаке и рыбке». Многие из этих мультфильмов дошли до наших дней только в виде чёрно-белых копий, поскольку в годы Великой Отечественной войны цветные негативы к ним оказались безвозвратно утрачены. Такая технология мультипликации использовалась до 1945 года, когда был осуществлён переход на многослойные киноплёнки. Съёмка мультфильмов и обычного кино велась на многослойную негативную плёнку Agfacolor, запасы которой и все производственные мощности по изготовлению были вывезены из Германии в счёт репараций. С полученных цветных негативов велась печать фильмокопий как на позитивной многослойной плёнке «Агфа», так и по трёхплёночному процессу, аналогичному «Техниколору». В последнем случае с оригинального негатива печатались три цветоделённые матрицы, с которых тиражировались прокатные копии. В СССР технология печати «Техниколор» называлась «гидротипной» печатью фильмокопий и была очень популярна до конца 1960-х из-за отличной цветопередачи, а также возможности изготовления высококачественной оптической фонограммы. Звуковая дорожка, состоявшая из металлического серебра чёрно-белого бланкфильма, обеспечивала качественное звучание, недостижимое на многослойных позитивных киноплёнках. Фонограмма многослойных позитивных плёнок, состоявшая из красителей, плохо задерживала ультрафиолетовое излучение, в котором лежал максимум чувствительности фотоэлемента звукочитающей системы кинопроекторов тех лет.

## Современное использование технологии
В 1997 году «Техниколор» возобновил гидротипную печать цветных фильмокопий. Она использована для реставрации фильмов «Волшебник страны Оз», «Окно во двор», «Смешная девчонка» и расширенной версии «Апокалипсис сегодня». После возрождения гидротипный процесс применялся при производстве высокобюджетных современных кинокартин Голливуда. Такими фильмами стали «Булворт», «Пёрл-Харбор» и «История игрушек».
Окончательно использование гидротипной печати было свёрнуто в 2002 году после поглощения компании «Техниколор» фирмой Thompson, впоследствии переименованной в Technicolor SA.
Фильмокопии, отпечатанные гидротипным способом, демонстрируют отличную сохраняемость в течение многих десятилетий благодаря использованию более стойких красителей, чем в многослойных позитивных плёнках. Последние выцветают и приходят в негодность через несколько лет эксплуатации. Поэтому гидротипная печать «Техниколор» предпочтительнее для создания архивных фильмокопий. Такие копии используются в качестве эталона при реставрации кинокартин, как это было с фильмом «Звёздные войны. Эпизод IV: Новая надежда». Цветоделённые негативы на трёх плёнках, как и одноплёночные негативы мультфильмов, снятых методом последовательного экспонирования, при правильных условиях хранения живут ещё дольше, поскольку изображение в них состоит из металлического серебра. Возросшая актуальность тиражирования фильмов на оптических видеодисках, требующая оцифровки оригинала, заставляет совершенствовать технологии реставрации. Главная проблема при этом — разная степень усадки разных плёнок, приводящая к неточности совмещения цветоделённых изображений. Однако, современные технологии позволяют преодолеть и эту трудность, покадрово масштабируя и совмещая изображение.